# World Surf League 2017

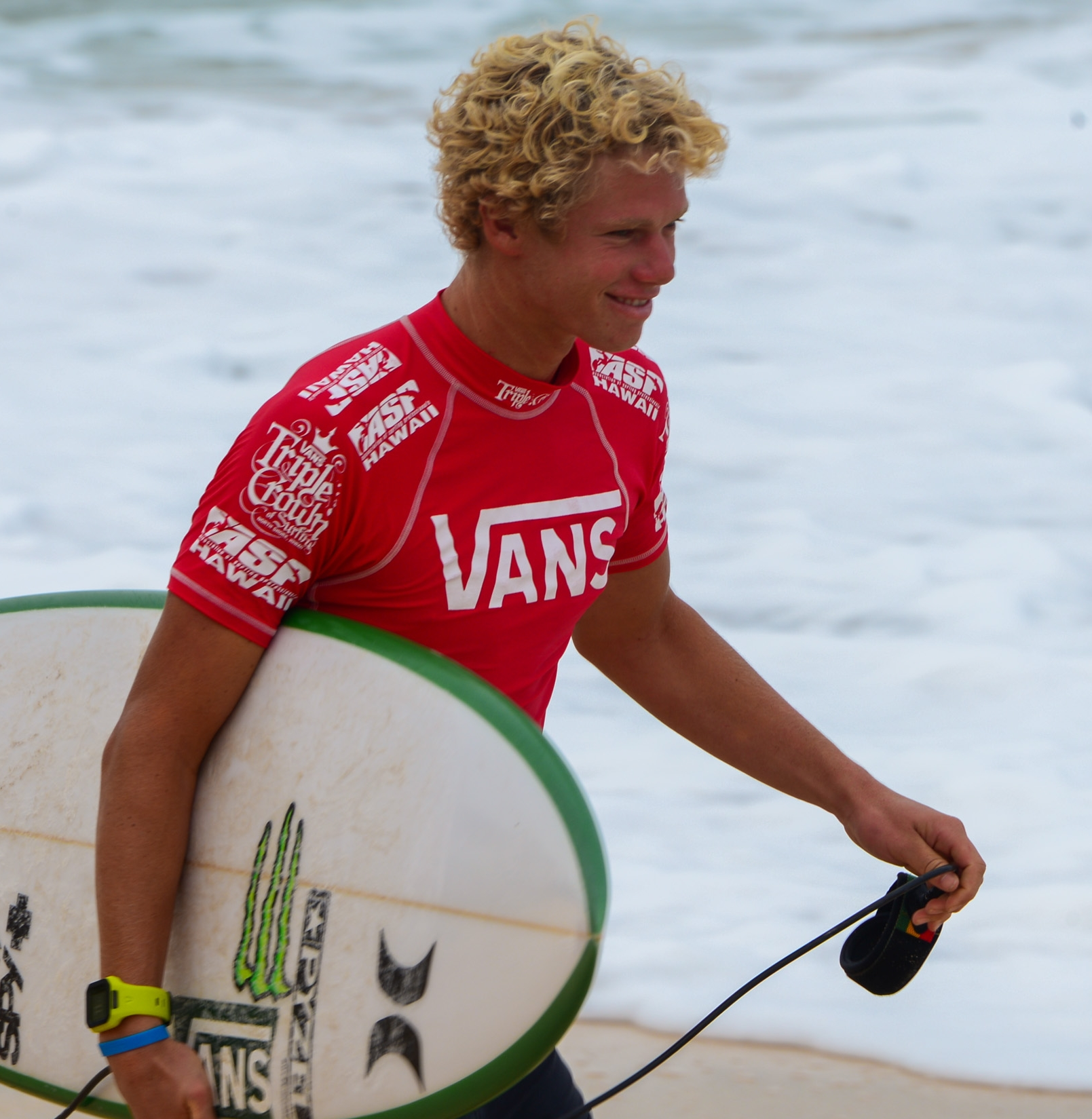
John John Florence remporte son second titre consécutif.

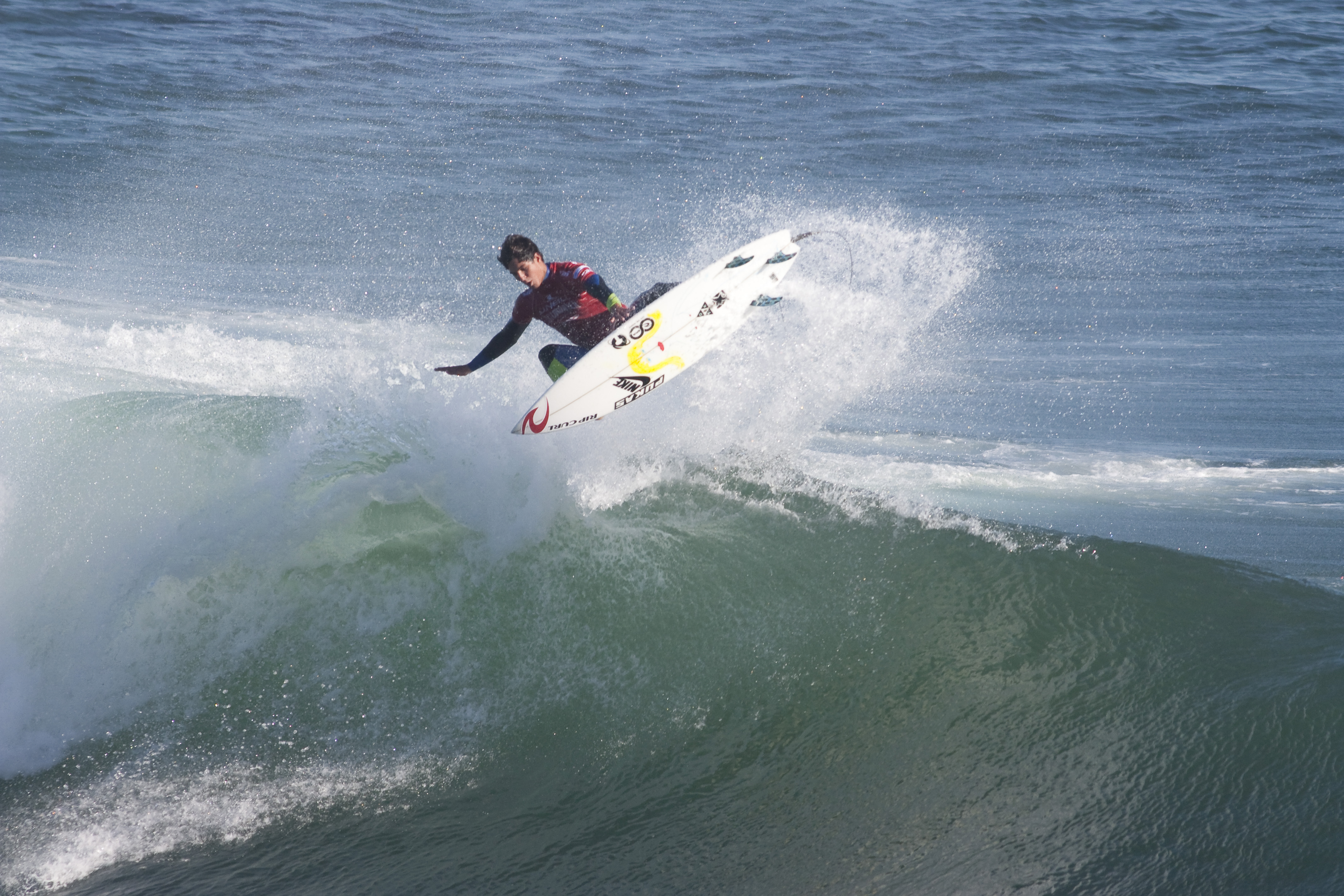
Gabriel Medina, termine à la seconde place.

Le World Surf League Championship Tour 2017 est un circuit professionnel de surf organisé par la World Surf League et qui constitue la division d'élite du championnat du monde en 2017. Il s'agit de la quarante-deuxième édition du championnat (pour les hommes), qui se déroule en plusieurs étapes dispersées à travers le monde entre mars et décembre 2017. Cette édition est remportée pour la seconde année consécutive par John John Florence ( Hawaï). L'édition féminine est remportée par Tyler Wright ( Australie).

## World Surf League masculin

### Participants

#### Top 34
Les surfeurs qualifiés pour le championnat du monde 2017 sont les 22 premiers de la World Surf League 2016 ainsi que les 10 premiers des World Qualifying Series 2016 (en retirant les 22 surfeurs déjà qualifiés par le biais du World Tour). Deux wild cards sont également attribuées par la World Surf League.
- Les 22 premiers au classement de la World Surf League 2016 :

| Place | Surfeur            | Pays                |
| ----- | ------------------ | ------------------- |
| 1     | John John Florence | Hawaï               |
| 2     | Jordy Smith        | Afrique du Sud      |
| 3     | Gabriel Medina     | Brésil              |
| 4     | Kolohe Andino      | États-Unis          |
| 5     | Matt Wilkinson     | Australie           |
| 6     | Michel Bourez      | Polynésie française |
| 7     | Kelly Slater       | États-Unis          |
| 8     | Julian Wilson      | Australie           |
| 9     | Joel Parkinson     | Australie           |
| 10    | Filipe Toledo      | Brésil              |
| 11    | Adriano de Souza   | Brésil              |
| 12    | Sebastian Zietz    | Hawaï               |
| 13    | Josh Kerr          | Australie           |
| 14    | Adrian Buchan      | Australie           |
| 15    | Ítalo Ferreira     | Brésil              |
| 16    | Caio Ibelli        | Brésil              |
| 17    | Mick Fanning       | Australie           |
| 18    | Conner Coffin      | États-Unis          |
| 19    | Stuart Kennedy     | Australie           |
| 20    | Kanoa Igarashi     | États-Unis          |
| 21    | Wiggolly Dantas    | Brésil              |
| 22    | Miguel Pupo        | Brésil              |

- Les 10 premiers du circuit World Qualifying Series 2016.

Ce classement reprend les 5 meilleurs résultats des surfeurs sur les épreuves des World Qualifying Series. Les surfeurs déjà qualifiés par le biais du top 22 du championnat du monde sont exclus de cette liste :
| Place | Surfeur             | Pays      |
| ----- | ------------------- | --------- |
| 1     | Connor O'Leary      | Australie |
| 2     | Ethan Ewing         | Australie |
| 3     | Frederico Morais    | Portugal  |
| 4     | Joan Duru           | France    |
| 6     | Leonardo Fioravanti | Italie    |
| 7     | Jérémy Florès       | France    |
| 8     | Jadson André        | Brésil    |
| 9     | Ian Gouveia         | Brésil    |
| 10    | Jack Freestone      | Australie |
| 11    | Ezekiel Lau         | Hawaï     |

Kanoa Igarashi, cinquième de ce classement, est requalifié via sa 20e place au championnat du monde 2016.
- Deux wild cards décernées par la WSL :
  - Bede Durbidge ( Australie) : 38e du World Tour, blessé durant les 10 épreuves, il n'a participé qu'à la dernière épreuve à Hawaï.
  - Owen Wright ( Australie) : 42e du World Tour, blessé toute la saison 2016.

#### Remplaçants
En cas d'absence d'un des surfeurs du Top 34, un remplaçant peut être appelé. Les quatre surfeurs retenus sont les 2 surfeurs qui suivaient le Top 22 du WCT et le Top 10 du classement mondial ASP (classement 2016 entre parenthèses).
- Choix no 1 : Nat Young ( États-Unis), 23e du championnat du monde 2016.
- Choix no 2 : Bino Lopes ( Brésil), 12e du circuit WQS 2016.
- Choix no 3 : Keanu Asing ( Hawaï), 24e du championnat du monde 2016.
- Choix no 4 : Jesse Mendes ( Brésil), 13e du circuit WQS 2016.

#### Places au choix des organisateurs
Au cours de chaque épreuve, deux places restent à pourvoir. Elles peuvent être attribuées par wild cards et/ou à l'issue d'une épreuve de qualification.

#### Changements 2016/2017
Les surfeurs suivants intègrent le championnat du monde : Sebastian Zietz et Stuart Kennedy (remplaçants en 2016, ils ont finalement participé à toutes les épreuves), Connor O'Leary, Ethan Ewing, Frederico Morais, Joan Duru, Leonardo Fioravanti, Ian Gouveia et Ezekiel Lau (via le circuit WQS 2016). Plusieurs des surfeurs qualifiés via le WQS ont participé à une ou plusieurs épreuves en 2016 ou par le passé.
Les surfeurs suivants quittent le championnat du monde : Nat Young, Keanu Asing, Kai Otton ( Australie, 28e du championnat 2016), Matt Banting ( Australie, 28e), Davey Cathels ( Australie, 30e), Alejo Muniz ( Brésil, 32e), Ryan Callinan ( Australie, 34e), Alex Ribeiro ( Brésil, 35e) et Taj Burrow ( Australie, 38e, retraité en cours de saison). On peut ajouter à cette liste les remplaçants en 2016 Dusty Payne ( Hawaï, 27e), qui a participé à 8 épreuves, et Adam Melling ( Australie, 33e) qui a participé à toutes les épreuves.

### Résumé de la saison
A compléter

### Calendrier
| Étape | Compétition                   | Site                                  | Pays           | Dates                 | Vainqueur          | Finaliste          | Classement général |
| ----- | ----------------------------- | ------------------------------------- | -------------- | --------------------- | ------------------ | ------------------ | ------------------ |
| 1     | Quiksilver Pro Gold Coast     | Gold Coast, Queensland                | Australie      | Du 14 au 25 mars      | Owen Wright        | Matt Wilkinson     | Owen Wright        |
| 2     | Drug Aware Margaret River Pro | Margaret River, Australie-Occidentale | Australie      | Du 29 mars au 9 avril | John John Florence | Kolohe Andino      | John John Florence |
| 3     | Rip Curl Pro Bells Beach      | Bells Beach, Victoria                 | Australie      | Du 12 au 24 avril     | Jordy Smith        | Caio Ibelli        | John John Florence |
| 4     | Oi Rio Pro                    | Saquarema, Rio de Janeiro             | Brésil         | Du 9 au 20 mai        | Adriano de Souza   | Adrian Buchan      | John John Florence |
| 5     | Fiji Pro                      | Namotu et Tavarua (Cloudbreak)        | Fidji          | Du 4 au 16 juin       | Matt Wilkinson     | Connor O'Leary     | Matt Wilkinson     |
| 6     | Corona Open J-Bay             | Jeffreys Bay, Cap-Oriental            | Afrique du Sud | Du 12 au 23 juillet   | Filipe Toledo      | Frederico Morais   | Matt Wilkinson     |
| 7     | Billabong Pro Tahiti          | Teahupoo, Taiarapu-Ouest              | Tahiti         | Du 11 au 22 août      | Julian Wilson      | Gabriel Medina     | Jordy Smith        |
| 8     | Hurley Pro at Trestles        | Trestles, Californie                  | États-Unis     | Du 6 au 17 septembre  | Filipe Toledo      | Jordy Smith        | Jordy Smith        |
| 9     | Quiksilver Pro France         | Soorts-Hossegor, Landes               | France         | Du 3 au 14 octobre    | Gabriel Medina     | Sebastian Zietz    | John John Florence |
| 10    | Moche Rip Curl Pro Portugal   | Peniche, Estremadura                  | Portugal       | Du 17 au 28 octobre   | Gabriel Medina     | Julian Wilson      | John John Florence |
| 11    | Billabong Pipe Masters        | Banzai Pipeline, North Shore d'Oahu   | Hawaï          | Du 8 au 20 décembre   | Jérémy Florès      | John John Florence | John John Florence |

### Classement
Le classement final prend en compte les 9 meilleurs résultats (sur 11 épreuves) de chaque surfeur.
|     | Classement final : |        |
| 1er | John John Florence | 59 600 |
| 2e  | Gabriel Medina     | 53 700 |
| 3e  | Julian Wilson      | 48 650 |
| 4e  | Jordy Smith        | 47 600 |
| 5e  | Matt Wilkinson     | 40 700 |
| 6e  | Owen Wright        | 39 850 |
| 7e  | Kolohe Andino      | 37 250 |
| 8e  | Adriano de Souza   | 36 600 |
| 9e  | Joel Parkinson     | 36 550 |
| 10e | Filipe Toledo      | 35 450 |

## World Surf League féminin

### Participantes
- Les 10 premières au classement de la World Surf League 2016 :

| Place | Surfeur             | Pays       |
| ----- | ------------------- | ---------- |
| 1     | Tyler Wright        | Australie  |
| 2     | Courtney Conlogue   | États-Unis |
| 3     | Carissa Moore       | Hawaï      |
| 4     | Tatiana Weston-Webb | Hawaï      |
| 5     | Johanne Defay       | France     |
| 6     | Stéphanie Gilmore   | Australie  |
| 7     | Malia Manuel        | Hawaï      |
| 8     | Sally Fitzgibbons   | Australie  |
| 9     | Sage Erickson       | États-Unis |
| 10    | Laura Enever        | États-Unis |

- Les 6 premières du circuit World Qualifying Series 2016.

Ce classement reprend les 5 meilleurs résultats des surfeuses sur les épreuves des World Qualifying Series. Les surfeuses déjà qualifiées par le biais du top 10 du championnat du monde sont exclues de cette liste :
| Place | Surfeur         | Pays      |
| ----- | --------------- | --------- |
| 1     | Silvana Lima    | Brésil    |
| 2     | Keely Andrew    | Australie |
| 2     | Nikki Van Dijk  | Australie |
| 2     | Bronte Macaulay | Australie |
| 6     | Coco Ho         | Hawaï     |
| 8     | Pauline Ado     | France    |

- Une wild card décernées par la WSL : Lakey Peterson ( États-Unis), 16e du championnat, blessée durant 5 épreuves.

### Calendrier
Le calendrier du World Surf League féminin contient six dates de compétition partagées avec le calendrier masculin et 4 dates spécifiques :
| Étape | Compétition                      | Site                                  | Pays       | Dates                        | Vainqueur         | Finaliste           | Classement général                    |
| ----- | -------------------------------- | ------------------------------------- | ---------- | ---------------------------- | ----------------- | ------------------- | ------------------------------------- |
| 1     | Roxy Pro Gold Coast              | Gold Coast, Queensland                | Australie  | Du 14 au 25 mars             | Stephanie Gilmore | Lakey Peterson      | Stephanie Gilmore                     |
| 2     | Drug Aware Margaret River Pro    | Margaret River, Australie-Occidentale | Australie  | Du 29 mars au 9 avril        | Sally Fitzgibbons | Tyler Wright        | Sally Fitzgibbons / Stephanie Gilmore |
| 3     | Rip Curl Women's Pro Bells Beach | Bells Beach, Victoria                 | Australie  | Du 12 au 24 avril            | Courtney Conlogue | Stephanie Gilmore   | Stephanie Gilmore                     |
| 4     | Rio Women's Pro                  | Saquarema, Rio de Janeiro             | Brésil     | Du 9 au 20 mai               | Tyler Wright      | Johanne Defay       | Tyler Wright                          |
| 5     | Fiji Women's Pro                 | Namotu et Tavarua (Cloudbreak)        | Fidji      | Du 28 mai au 2 juin          | Courtney Conlogue | Tatiana Weston-Webb | Tyler Wright                          |
| 6     | Vans US Open of Surfing          | Huntington Beach, Californie          | États-Unis | Du 31 juillet au 6 août      | Sage Erickson     | Tatiana Weston-Webb | Tyler Wright                          |
| 7     | Swatch Trestles Women's Pro      | Trestles, Californie                  | États-Unis | Du 6 au 17 septembre         | Silvana Lima      | Keely Andrew        | Sally Fitzgibbons                     |
| 8     | Cascais Women's Pro              | Peniche, Cascais                      | Portugal   | Du 27 septembre au 5 octobre | Nikki Van Dijk    | Carissa Moore       | Sally Fitzgibbons                     |
| 9     | Roxy Pro France                  | Soorts-Hossegor, Landes               | France     | Du 7 au 18 octobre           | Carissa Moore     | Lakey Peterson      | Tyler Wright                          |
| 10    | Maui Women's Pro                 | Honolua Bay, Maui                     | Hawaï      | Du 25 novembre au 6 décembre | Stephanie Gilmore | Malia Manuel        | Tyler Wright                          |

### Classement
Le classement final prend en compte les 8 meilleurs résultats (sur 10 épreuves) de chaque surfeuse.
|     | Classement final :  |        |
| 1er | Tyler Wright        | 54 400 |
| 2e  | Stephanie Gilmore   | 53 400 |
| 3e  | Sally Fitzgibbons   | 52 900 |
| 4e  | Courtney Conlogue   | 50 000 |
| 5e  | Carissa Moore       | 49 200 |
| 6e  | Lakey Peterson      | 44 100 |
| 7e  | Nikki Van Dijk      | 43 900 |
| 8e  | Sage Erickson       | 42 350 |
| 9e  | Johanne Defay       | 40 000 |
| 10e | Tatiana Weston-Webb | 36 150 |